# Poliani
I Poliani (in ucraino Поляни?, Poliany) erano una tribù slava orientale che viveva nella  centrale Ucraina, sulla riva destra del fiume Dnepr, tra i fiumi Ros e Irpin'. Secondo il Racconto degli anni passati, nel VI secolo i loro capi, i fratelli Kij, Šček e Choriv, fondarono Kiev, che sarebbe poi diventata un centro tribale. Nel IX secolo, i poliani ebbero un ruolo centrale nella formazione della Rus' di Kiev, e varie tribù lungo la rotta commerciale tra via variago-greca iniziarono a sottomettersi a Kiev.

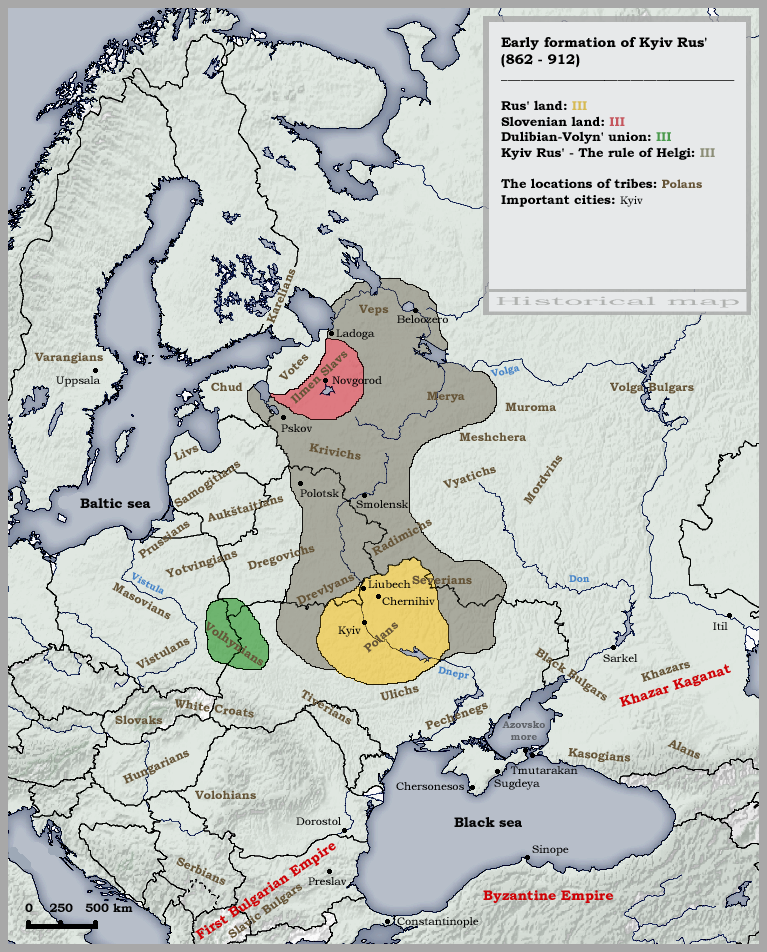
La terra di Poliano (terra di Rus') in giallo, l'espansione di Kiev in grigio

I primi sovrani settentrionali del Poliani sono considerati i variaghi Askold e Dir. Essi aprirono relazioni attive tra la regione e Paesi stranieri come l'Impero bizantino. Con l'arrivo dei varaghi, il nome Poliani iniziò a essere sostituito dai nomi Rus' e Terra dei Rus'. Il nome Poliani cessò di essere usato nelle fonti dopo la prima metà del X secolo.
Il centro della Terra di Poliano era Kiev; gli altri insediamenti comprendevano Perejaslav, Vyšhorod, Bilhorod sul fiume Irpin' (oggi il villaggio di Bilohorodka), Zvenihorod, Trepol (oggi il villaggio di Trypillia), Vasyliv (oggi Vasyl'kiv) e altri.